# Димитър Зографов (политик)
Вижте пояснителната страница за други личности с името Димитър Зографов.
Димитър Иванов Зографов или Зографски е български политик от БЗНС.

## Биография
Роден е на 21 февруари 1883 г. в Кочериново. През 1902 година завършва в Садово Земеделско училище. От 1908 година е член на БЗНС. Участва в Балканските и Първата световна войни. През 1923 година е назначен за министър на търговията промишлеността и труда. След Деветоюнския преврат Димитър Зографски е арестуван заедно с други членове на кабинета, но през 1924 година получават оправдателна присъда. В периода 1927 – 1931 година работи в Окръжния съвет на Кюстендил. От 1932 до 1944 година е член на БЗНС „Александър Стамболийски“. След това до смъртта си е почетен член на БЗНС. Пише спомени „Кочериново в спомените на Димитър Зографски“. Умира на 2 януари 1971 г. в София.